# Stoß (Physik)
Ein Stoß ist ein Vorgang, bei dem zwei oder mehr Körper kurzzeitig Kraft aufeinander ausüben. Als Folge ändern die Körper ihren Bewegungszustand, möglicherweise auch ihre Form und Zusammensetzung. In einem Inertialsystem gilt für alle Stöße der Impulserhaltungssatz – die Summe aller Impulsvektoren bleibt konstant. Auch die Energieerhaltung spielt eine Rolle; sie umfasst aber nicht nur die mechanischen Energieformen, wie inelastische und reaktive Stöße zeigen.
Die grundlegenden Stoßgesetze und ihre mathematische Beschreibung wurden in der Zeit zwischen 1651 und 1655 von Christiaan Huygens aufgestellt unter Verwendung des Galileischen Relativitätsprinzips (siehe Galilei-Transformation). Ihre empirische Gültigkeit ist wesentlich für den Begriff der trägen Masse.

Das Verhalten des Kugelstoßpendels erklärt sich als schnelle Abfolge von elastischen Stößen zwischen je zwei Kugeln gleicher Masse. Impulserhalt und Erhaltung der Bewegungsenergie des Gesamtsystems reichen als Ansatz nicht aus, um dessen Verhalten zu bestimmen.

## Einteilung mechanischer Stoßprozesse
Am Berührpunkt der zwei Körper lässt sich eine Tangentialebene anlegen, die als Berührebene bezeichnet wird. Die zugehörige Normalgerade bildet die Stoßlinie. Die Massen der beiden Körper seien {\displaystyle m_{1}} und {\displaystyle m_{2}}, ihre Anfangsgeschwindigkeiten {\displaystyle {\vec {v}}_{1}} und {\displaystyle {\vec {v}}_{2}}, die Endgeschwindigkeiten {\displaystyle {\vec {v}}\,'_{1}} und {\displaystyle {\vec {v}}\,'_{2}}. Die Geschwindigkeit des Schwerpunktes der beiden Massen sei  {\displaystyle {\vec {u}}}. Sie bleibt vor, bei und nach dem Stoß konstant.
Man unterscheidet zwei ideale Grenzfälle, den elastischen Stoß und den plastischen Stoß (auch inelastisch oder unelastisch). Beim elastischen Stoß wird kinetische Energie von Körper zu Körper weitergegeben, bleibt aber insgesamt als kinetische Energie erhalten, denn sie stoßen sich voneinander ab. Beim plastischen Stoß geht dagegen ein Teil der kinetischen Energie in innere Energie über und die Körper stoßen sich nicht voneinander ab. Darum besitzen am Ende beide dieselbe Geschwindigkeit. Alle Zwischenstufen nennt man realer Stoß.
Bei einem geraden Stoß verlaufen die beiden Impulsvektoren parallel zur Stoßlinie, ansonsten handelt es sich um einen schiefen Stoß. Liegt der gemeinsame Schwerpunkt der beiden Körper auf der Stoßlinie, so spricht man von einem zentralen Stoß, andernfalls von einem exzentrischen Stoß.
Darüber hinaus grenzt sich der glatte Stoß vom unglatten Stoß (auch rauer Stoß oder Reibungsstoß) ab. Beim Reibungsstoß treten Reibungskräfte an der Berührungsfläche auf und die Impulsübertragung erfolgt nicht mehr senkrecht zur Berührebene. Zur weiteren Analyse – unter Betrachtung auch der Rotationsenergie und des Drehimpulses – eignet sich eine Vektorzerlegung in die Tangential- und Normalkomponente.

Einteilung
gerader, zentraler, elastischer Stoß
dito, Schwerpunkt bewegt sich quer zur Stoßrichtung
Exzentrischer Stoß
Rauer Stoß

Vereinfachend wird für die folgenden Berechnungen angenommen, dass der Stoß in unendlich kurzer Zeit abläuft und sich währenddessen die Positionen der Stoßpartner nicht verändern. Die Geschwindigkeiten der Stoßpartner ändern sich sprunghaft. Des Weiteren wird die freie Beweglichkeit der Stoßpartner vorausgesetzt, sodass nur geradlinige Bewegungen stattfinden.

## Elastischer Stoß

Elastischer Stoß zweier Körper gleicher Masse

Beim ideal elastischen oder vollelastischen Stoß stoßen zwei Körper aufeinander, ohne dass dabei Energie in innere Energie, beispielsweise Wärme oder Deformation, umgewandelt wird. Nach dem Energieerhaltungssatz ist die Summe der Bewegungsenergien (= der kinetischen Energien) vor dem Stoß genau so groß wie nach dem Stoß. Dasselbe gilt nach dem Impulserhaltungssatz auch für die vektorielle Summe der Impulse.
Bei makroskopischen Objekten ist der ideale elastische Stoß eine Modellvorstellung, die in der Realität nicht erreicht wird. Aufgrund von Reibung und ähnlichen Einflüssen geht kinetische Energie verloren. Sehr nahe am Modell sind jedoch beispielsweise Billardkugeln, da diese im Regelfall so gut wie keine plastische Verformung erfahren.
Bei Atomen und/oder Elementarteilchen hingegen ist der ideale elastische Stoß häufig. Er ist sogar der einzige mögliche Prozess, wenn die kinetische Energie (im Schwerpunktsystem) kleiner ist als die Mindestenergie, die für eine innere Anregung eines der Teilchen oder eine Umwandlung der Teilchen benötigt wird (siehe auch Kinematik (Teilchenstoß)).

Elastische Stöße (verschiedene Anfangsgeschwindigkeiten)

Elastischer Stoß (verschiedene Massen)

Es folgt die Berechnung des elastischen Stoßes nach der klassischen Mechanik, d. h., die Geschwindigkeiten {\displaystyle v_{1},v_{2},v_{1}',v_{2}'} vor bzw. nach dem Stoß liegen weit unterhalb der Lichtgeschwindigkeit. Nach der Definition von „elastisch“ muss die Summe der kinetischen Energie vor und nach dem Stoß gleich hoch sein:
{\displaystyle {\begin{aligned}\sum E_{\mathrm {kin} }&=\sum E'_{\mathrm {kin} }\\{\frac {m_{1}}{2}}v_{1}^{2}+{\frac {m_{2}}{2}}v_{2}^{2}&={\frac {m_{1}}{2}}v_{1}'^{2}+{\frac {m_{2}}{2}}v_{2}'^{2}\\{\frac {m_{1}}{2}}\left(v_{1}^{2}-v_{1}'^{2}\right)&={\frac {m_{2}}{2}}\left(v_{2}'^{2}-v_{2}^{2}\right)\qquad (1)\\\end{aligned}}}
Zugleich gilt für alle Arten von Stößen der vektorielle Impulserhaltungssatz:
{\displaystyle {\begin{aligned}\sum {\vec {p}}&=\sum {\vec {p'}}\\m_{1}{\vec {v_{1}}}+m_{2}{\vec {v_{2}}}&=m_{1}{\vec {v_{1}'}}+m_{2}{\vec {v_{2}'}}\\m_{1}\,\left({\vec {v_{1}}}-{\vec {v_{1}'}}\right)&=m_{2}\,\left({\vec {v_{2}'}}-{\vec {v_{2}}}\right)\\\end{aligned}}}
Die letzte Zeile bedeutet, dass die vektoriellen Impulsänderungen entgegengesetzt gleich sind. Daraus folgt, dass auch die Geschwindigkeitsänderungen entgegengesetzte Richtung haben, ihre Beträge aber vom Massenverhältnis abhängen:
{\displaystyle {\vec {v_{1}}}-{\vec {v_{1}'}}={\frac {m_{2}}{m_{1}}}\,({\vec {v_{2}'}}-{\vec {v_{2}}})\qquad (2)}
Im Folgenden werden nur die Geschwindigkeitskomponenten in Richtung des Impulsübertrags betrachtet und mit {\displaystyle v_{1},v_{1}',v_{2},v_{2}'} bezeichnet. Die dazu orthogonalen Komponenten der Anfangsimpulse und -geschwindigkeiten können unbeachtet bleiben, denn sie ändern sich durch den Stoß nicht. So wird das ganze Problem auf den eindimensionalen Stoß zurückgeführt. Die obigen Gleichungen (1) und (2) werden dann zu den folgenden Gleichungen (1’) und (2’), aus denen man durch Einsetzen Gleichung (3) erhält:
{\displaystyle {\begin{aligned}{\frac {m_{1}}{2}}(v_{1}-v_{1}')&(v_{1}+v_{1}')&=&\quad {\frac {m_{2}}{2}}(v_{2}'-v_{2})&\cdot (v_{2}'+v_{2})&\qquad (1')\\m_{1}(v_{1}-v_{1}')&&=&\quad m_{2}(v_{2}'-v_{2})&&\qquad (2')\\&(v_{1}+v_{1}')&=&&\quad (v_{2}+v_{2}')&\qquad (3)\\\end{aligned}}}
Nach Gleichung (3) hat die mittlere Geschwindigkeit {\displaystyle u} (längs der Richtung des Impulsübertrags) vor und nach dem Stoß für beide Massen {\displaystyle m_{1}} und {\displaystyle m_{2}} den gleichen Wert:
{\displaystyle u:={\frac {v_{1}+v_{1}'}{2}}={\frac {v_{2}+v_{2}'}{2}}}
Multipliziert man die Gleichung (3) mit {\displaystyle m_{1}} und addiert sie zu Gleichung (2’), fällt die Größe {\displaystyle v_{1}'} heraus, und man kann nach {\displaystyle v_{2}'} auflösen. Damit erhält man aus Gleichung (2’) oder (3) dann auch die Formel für {\displaystyle v_{1}'}. Es ergibt sich:
{\displaystyle v_{1}'=2\,{\frac {m_{1}v_{1}+m_{2}v_{2}}{m_{1}+m_{2}}}-v_{1}}         (4a)
{\displaystyle v_{2}'=2\,{\frac {m_{1}v_{1}+m_{2}v_{2}}{m_{1}+m_{2}}}-v_{2}}         (4b)
Aus jeder der beiden letzten Gleichungen ergibt sich {\displaystyle u}:
{\displaystyle u={\frac {m_{1}v_{1}+m_{2}v_{2}}{m_{1}+m_{2}}}}                       (5)
Das ist die Geschwindigkeit des gemeinsamen Schwerpunktes (Komponente in Richtung des Impulsübertrags).
Für den Sonderfall {\displaystyle m_{1}=m_{2}} ergibt sich:
{\displaystyle v_{1}'=v_{2}}
{\displaystyle v_{2}'=v_{1}}
Beim elastischen Stoß gleicher Massen werden die Geschwindigkeiten einfach vertauscht.
Für den Fall {\displaystyle m_{1}\ll m_{2}} („{\displaystyle m_{1}} ist sehr viel kleiner als {\displaystyle m_{2}}“) und {\displaystyle v_{2}=0} (z. B. „Ball gegen Wand“) ergibt sich:
{\displaystyle {\vec {v_{1}}}'\approx -{\vec {v_{1}}}} und {\displaystyle {\vec {v_{2}}}'\approx 0}
Beim elastischen Stoß einer leichten gegen eine ruhende viel schwerere Masse prallt (näherungsweise) die leichte einfach ab, die schwere bleibt in Ruhe.
Für den Fall {\displaystyle m_{1}\gg m_{2}} („{\displaystyle m_{1}} ist sehr viel größer als {\displaystyle m_{2}}“) und {\displaystyle v_{2}=0} (z. B. „Fußball gegen Tennisball“) ergibt sich:
{\displaystyle {\vec {v_{1}}}'\approx {\vec {v_{1}}}} und {\displaystyle {\vec {v_{2}}}'\approx 2{\vec {v_{1}}}}
Beim elastischen Stoß einer schweren gegen eine ruhende viel leichtere Masse fliegt die schwere fast unverändert weiter, während die leichte die doppelte Geschwindigkeit erhält.
In allen Fällen bleibt die Geschwindigkeit des Massenmittelpunkts der beiden Körper konstant.

### Zweidimensionaler elastischer Stoß

Zweidimensionaler elastischer Stoß von zwei Münzen

Der zweidimensionale elastische Stoß beruht prinzipiell auf dem oben geschilderten eindimensionalen elastischen Stoß. Zunächst muss die sogenannte Zentralsteigung {\displaystyle s_{z}} berechnet werden. Diese beschreibt die Steigung der Geraden durch die Mittelpunkte der Kugeln. Die Steigung {\displaystyle s_{t}} der Tangente {\displaystyle t} durch den Berührpunkt der Kugeln errechnet sich dann durch:
{\displaystyle s_{t}=-{\frac {1}{s_{z}}}}
Zerlegt man die Bewegungsvektoren {\displaystyle {\vec {v}}_{1}=[x_{v_{1}},y_{v_{1}}]^{T}} und {\displaystyle {\vec {v}}_{2}=[x_{v_{2}},y_{v_{2}}]^{T}} nun in zwei Komponenten {\displaystyle {\vec {v}}_{t}=[x_{t},y_{t}]^{T}} parallel zur Tangente und {\displaystyle {\vec {v}}_{z}=[x_{z},y_{z}]^{T}} orthogonal dazu, so kann man den zweidimensionalen Stoß zu einem eindimensionalen vereinfachen. Es gilt dann die obige Formel, jedoch nur für die Komponenten in Zentralrichtung.
Daher müssen zunächst die Vektoren {\displaystyle {\vec {v}}_{t}} und {\displaystyle {\vec {v}}_{z}} errechnet werden. Dies geschieht anhand der Steigungen {\displaystyle s_{v1}}, {\displaystyle s_{v2}}, {\displaystyle s_{t}} und {\displaystyle s_{z}}.
Ab hier soll zugunsten einer einfacheren Darstellung auf die Indizes 1 und 2 verzichtet werden.
Aus {\displaystyle {\vec {v}}={\vec {v}}_{t}+{\vec {v}}_{z}} folgt:
{\displaystyle x_{v}=x_{t}+x_{z}}
{\displaystyle y_{v}=y_{t}+y_{z}}
Für {\displaystyle y_{v}=s_{v}\cdot x_{v}} (Entsprechendes gilt für {\displaystyle y_{t}} und {\displaystyle y_{z}}) kann die zweite Gleichung vereinfacht werden:
{\displaystyle s_{v}\cdot x_{v}=s_{t}\cdot x_{t}+s_{z}\cdot x_{z}}
Man erhält also das Gleichungssystem:
{\displaystyle s_{v}\cdot x_{v}=s_{t}\cdot x_{t}+s_{z}\cdot x_{z}}
{\displaystyle x_{v}=x_{t}+x_{z}}
Durch Umformen erhält man:
{\displaystyle x_{t}=x_{v}\cdot {\frac {s_{z}-s_{v}}{s_{z}-s_{t}}}}
{\displaystyle x_{z}=x_{v}\cdot {\frac {s_{t}-s_{v}}{s_{t}-s_{z}}}}
Für {\displaystyle y_{t}=x_{t}\cdot s_{t}} und {\displaystyle y_{z}=x_{z}\cdot s_{z}} setzt man entsprechend ein.
Zuletzt müssen nun noch die neuen Vektoren {\displaystyle {\vec {v}}_{z1}'} und {\displaystyle {\vec {v}}_{z2}'} wie oben angegeben berechnet werden. Im einfachsten Falle, nämlich bei {\displaystyle m_{1}=m_{2}} gilt:
{\displaystyle {\vec {v}}_{z1}'={\vec {v}}_{z2}}
{\displaystyle {\vec {v}}_{z2}'={\vec {v}}_{z1}}
Andernfalls muss die obige Formel angewendet werden.
Die neuen Geschwindigkeitsvektoren {\displaystyle {\vec {v'}}_{1}} und {\displaystyle {\vec {v'}}_{2}} werden dann durch Vektoraddition der Vektoren {\displaystyle {\vec {v}}_{t1}} bzw. {\displaystyle {\vec {v}}_{t2}} und {\displaystyle {\vec {v'}}_{z1}} bzw. {\displaystyle {\vec {v'}}_{z2}} berechnet:
{\displaystyle {\vec {v'}}_{1}={\vec {v}}_{t1}+{\vec {v'}}_{z1}}
{\displaystyle {\vec {v'}}_{2}={\vec {v}}_{t2}+{\vec {v'}}_{z2}}

## Unelastischer Stoß
Beim unelastischen Stoß (auch inelastischer oder plastischer Stoß genannt) wird ein Teil der kinetischen Energie in innere Energie {\displaystyle U} umgewandelt. Die gesamte innere Energie (beider Körper zusammen) erhöht sich dabei um den Betrag {\displaystyle \Delta U}. Im einfachsten Fall geschieht das durch plastische Deformation der beteiligten Körper. Die Energie kann jedoch auch in Reibungswärme umgesetzt werden, wie beispielsweise bei einem Stoßdämpfer. Der Impuls hat dagegen eine Richtung und bleibt beim unelastischen Stoß genauso erhalten, wie beim elastischen. Der Impuls kann nicht "umgewandelt" werden. Eine Anwendung der Theorie ist das ballistische Pendel.
Beim ideal unelastischen Stoß (auch vollkommen unelastischer oder vollplastischer Stoß genannt) wird der maximal mögliche Anteil der kinetischen Energie in innere Energie umgewandelt, dabei „kleben“ die beiden Massen nach dem Stoß aneinander und bewegen sich mit derselben Geschwindigkeit {\displaystyle v'} weiter ({\displaystyle v_{1}'=v_{2}'=v'}). Ein Beispiel sind zwei Plastilinkugeln, die nach dem Stoß aneinander haften.

Ideal unelastischer Stoß: Für den Spezialfall und gilt:

Die folgenden Formeln beschreiben einen vollkommen unelastischen Stoß. Wiederum gelten die beiden Erhaltungssätze:
{\displaystyle {\begin{aligned}\sum p&=\sum p'\\\sum E_{\mathrm {kin} }&=\sum E'_{\mathrm {kin} }+\Delta U\end{aligned}}}
- Vor dem Stoß:

{\displaystyle {\begin{aligned}\sum p&=m_{1}\cdot v_{1}+m_{2}\cdot v_{2}\\\sum E_{\mathrm {kin} }&={\frac {m_{1}\cdot v_{1}^{2}}{2}}+{\frac {m_{2}\cdot v_{2}^{2}}{2}}\end{aligned}}}
- Nach dem Stoß:

{\displaystyle {\begin{aligned}\sum p'&=(m_{1}+m_{2})\cdot v'\\\sum E'_{\mathrm {kin} }&={\frac {(m_{1}+m_{2})\cdot v'^{2}}{2}}\end{aligned}}}
Aus dem Impulserhaltungssatz kann man Folgendes ableiten:
{\displaystyle {\begin{aligned}m_{1}\cdot v_{1}+m_{2}\cdot v_{2}&=(m_{1}+m_{2})\cdot v'\\\Leftrightarrow v'&={\frac {m_{1}\cdot v_{1}+m_{2}\cdot v_{2}}{m_{1}+m_{2}}}\end{aligned}}}
Aus dem Energieerhaltungssatz lässt sich die innere Energie {\displaystyle U} berechnen:
{\displaystyle \Delta U=\sum E_{\mathrm {kin} }-\sum E'_{\mathrm {kin} }={\frac {1}{2}}\cdot {\frac {m_{1}\cdot m_{2}}{m_{1}+m_{2}}}\cdot (v_{1}-v_{2})^{2}}

## Realer Stoß

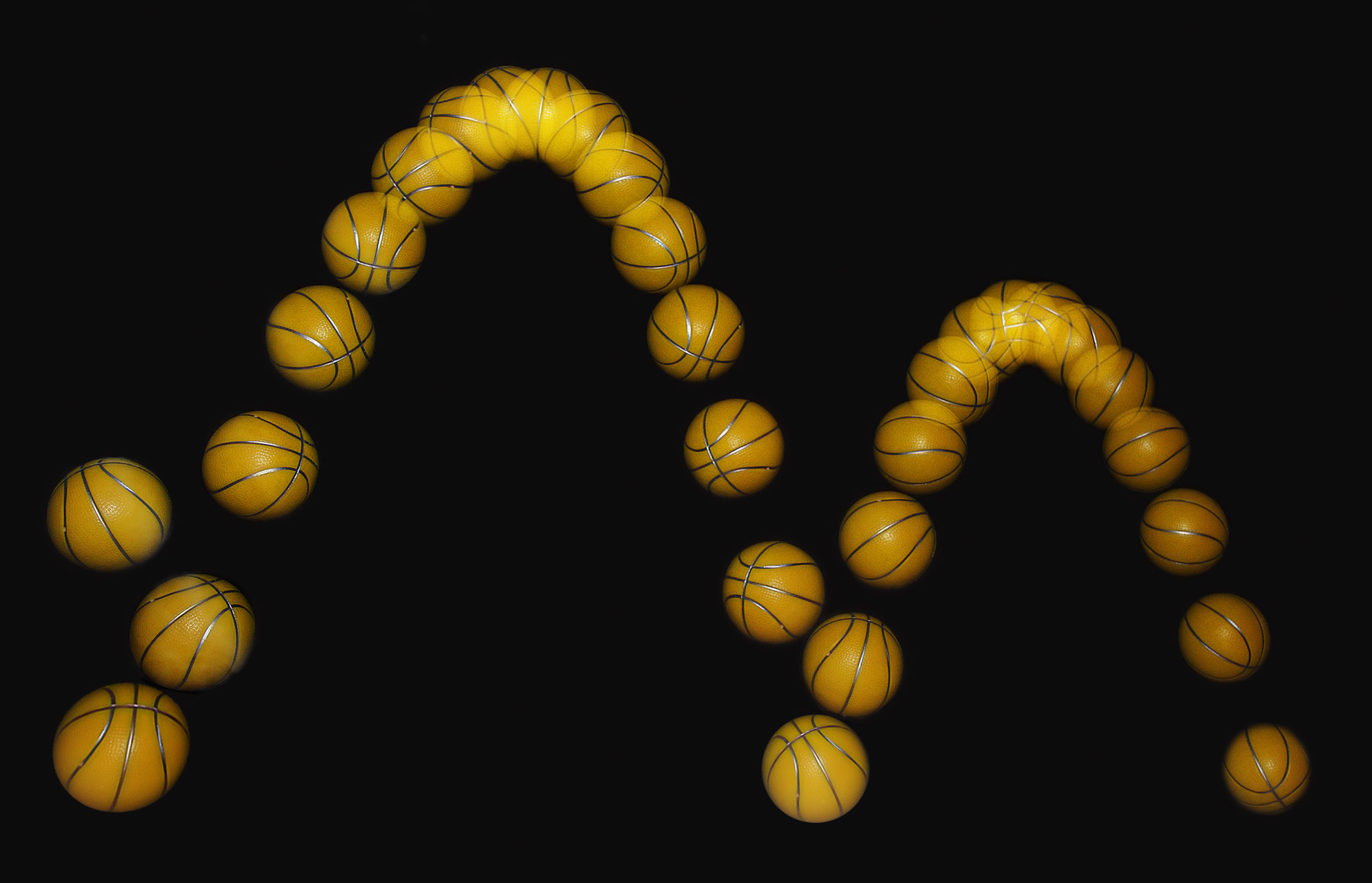
Ein hüpfender Ball:
Jeder Aufschlag des Balls ist ein teilplastischer Stoß, deshalb wird die mechanische Energie des Balls mit jedem Aufschlag geringer.

Ein realer Stoß zwischen zwei Massen stellt immer eine Mischform aus ideal elastischem und ideal plastischem Stoß dar, deshalb wird er auch teilelastischer oder teilplastischer Stoß genannt. Die Mischform wird dargestellt durch die Stoßzahl k, die auch Restitutionskoeffizient genannt wird (von Wiederherstellung des Ausgangszustands):
{\displaystyle k={\frac {v_{2}'-v_{1}'}{v_{1}-v_{2}}}}       (6)
Die Stoßzahl lässt sich auch über einen Fallversuch bestimmen. Wegen {\displaystyle v_{2}=v_{2}'=0} gilt:
{\displaystyle k={\sqrt {\frac {h_{1}'}{h_{1}}}}}
Es gilt:
{\displaystyle k=0}: Vollkommen plastischer Stoß
{\displaystyle k=1}: Vollkommen elastischer Stoß
Für einen teilelastischen Stoß mit der Stoßzahl k ergeben sich mithilfe der Impulserhaltung folgende Geschwindigkeiten (, die für den unelastischen/plastischen Stoß (k = 0) in Gl. 4a und 4b übergehen):
{\displaystyle v_{1}'={\frac {m_{1}v_{1}+m_{2}v_{2}-m_{2}(v_{1}-v_{2})k}{m_{1}+m_{2}}}}    (7a)
{\displaystyle v_{2}'={\frac {m_{1}v_{1}+m_{2}v_{2}-m_{1}(v_{2}-v_{1})k}{m_{1}+m_{2}}}}    (7b)
Die Formänderungsarbeit = Umwandlung der kinetischen Energie lässt sich bestimmen aus:
{\displaystyle \Delta E=U={\frac {m_{1}\cdot m_{2}}{2(m_{1}+m_{2})}}(v_{1}-v_{2})^{2}\cdot (1-k^{2})}
Mit den Grenzwerten 0 und 1 für die Stoßzahl lassen sich die Gleichungen der Geschwindigkeiten nach dem Stoß sowie die Gleichung zur Formänderungsarbeit zu den Gleichungen vereinfachen, wie sie in den Abschnitten elastischer und plastischer Stoß stehen.

## Zeitlicher Verlauf bei realen Körpern
Beim Stoß realer Körper erfolgt die Impulsübertragung nicht momentan, sondern über eine kleine Zeitspanne verteilt. Die Geschwindigkeit, mit der der Impuls eines Körpers sich ändert, ist nach dem 2. Newtonschen Gesetz ({\displaystyle {\dot {\vec {p}}}={\vec {F}}}) durch die zwischen den Körpern wirkende Kraft gegeben. Fällt z. B. ein elastischer Ball auf den Boden, so entsteht durch seine Verformung eine nach oben gerichtete Kraft, die ihn zuerst verzögert, bis er momentan die Geschwindigkeit Null erreicht, und dann wieder aufwärts beschleunigt, bis er sich vom Boden löst. Der gesamte Ablauf entspricht einem Kraftstoß. Weiterhin gilt das dritte Newtonsche Gesetz actio = reactio:
{\displaystyle \int {\vec {F}}_{21}(t)\cdot \mathrm {d} t=-\int {\vec {F}}_{12}(t)\cdot \mathrm {d} t}
mit der Kraft {\displaystyle {\vec {F}}} und der Zeit {\displaystyle t}.
Während eines Stoßes erfahren beide Stoßpartner einen gleich großen Kraftstoß in entgegengesetzter Richtung. Ein Experiment, um die Impulsübertragung zu visualisieren, ist der Doppelball-Versuch, in dem spektakulär kinetische Energie von einem Stoßpartner auf den anderen übertragen wird.

## Superelastischer Stoß
Beim superelastischen Stoß geht innere Energie von mindestens einem der Stoßpartner in kinetische Energie über. Die kinetische Energie ist nach diesem Stoß größer als vor dem Stoß. Die mathematische Behandlung erfolgt wie beim allgemeinen inelastischen Stoß, nur ist {\displaystyle U<0}.

## Reaktiver Stoß
Beim reaktiven Stoß kommt es zu Reaktionen, wie z. B. chemischen Reaktionen, oder zur Erzeugung neuer Teilchen durch Stöße hochenergetischer Teilchen in der Elementarteilchenphysik. Dabei muss berücksichtigt werden, dass vor und nach dem Stoß unterschiedliche Teilchen zu Energie und Impuls beitragen. Es ändern sich also neben der Geschwindigkeit auch die Massen und unter Umständen die Anzahl der Teilchen.
Eine Art des reaktiven Stoßes ist z. B. der Ladungsaustausch, ein atomphysikalischer Prozess, bei dem während eines Stoßes zwischen Atomen, Molekülen oder Ionen ein oder mehrere Elektronen ausgetauscht werden. Mit großer Wahrscheinlichkeit werden dabei die Elektronen auf den Stoßpartner mit der positiveren Ladung übergehen. So können z. B. im Sonnenwind enthaltene positive Ionen (siehe auch hochgeladenes Ion) beim Durchgang durch die einen Kometen umgebende dünne Gasatmosphäre Elektronen einfangen und dabei Strahlung, u. a. im Röntgenbereich, emittieren.

## Streuung
In der Teilchenphysik, Atomphysik oder Kernphysik, wenn Photonen oder Teilchen generell beteiligt sind, spricht man auch von Streuung. Auch hier bedeutet inelastische Streuung (inelastischer Stoß), dass die kinetische Energie nicht als solche erhalten bleibt, sondern teilweise z. B. in Anregungsenergie verwandelt oder zum Aufbrechen von Bindungen verwendet wird. Wenn ein Photon an einer inelastischen Streuung beteiligt ist, ändert sich im Allgemeinen seine Wellenlänge. Näheres siehe Streutheorie.